# Dimitri Steinmann
Dimitri Steinmann (* 14. Juli 1997 in Zürich) ist ein Schweizer Squashspieler.

## Karriere
Dimitri Steinmann begann seine Karriere im Jahr 2016 und gewann bislang acht Titel auf der PSA World Tour. Seine höchste Platzierung in der Weltrangliste erreichte er mit Rang 17 am 9. Juni 2025. Mit der Schweizer Nationalmannschaft nahm er 2017, 2019, 2023 und 2024 an der Weltmeisterschaft teil, bei Europameisterschaften stand er mehrfach im Kader. Im Einzel qualifizierte er sich erstmals 2015 für das Hauptfeld, 2024 erzielte er mit dem Einzug ins Finale sein bestes Resultat. Dort unterlag er Victor Crouin und wurde Vizeeuropameister. Steinmann wurde von 2017 bis 2019 dreimal in Folge Schweizer Vizemeister und gewann von 2021 bis 2025 viermal in Folge den Schweizer Meistertitel.
Sein Vater Peter Steinmann nahm als Moderner Fünfkämpfer an drei und seine Mutter Claudia Steinmann-Peczinka als Synchronschwimmerin an zwei Olympischen Spielen teil.

## Erfolge
- Vizeeuropameister: 2024
- Gewonnene PSA-Titel: 8
- Schweizer Meister: 4 Titel (2021–2025)